# 脱構築
脱構築（だつこうちく、仏: déconstruction、英: deconstruction）は、「静止的な構造を前提とし、それを想起的に発見しうる」というプラトン以来の哲学の伝統的ドグマに対して、「我々自身の哲学の営みそのものが、つねに古い構造を破壊し、新たな構造を生成している」とする、20世紀哲学の全体に及ぶ大きな潮流のこと。
19世紀まで、論理整合性を重視する英米哲学と、主観性や社会性を問題にする独仏哲学は、それぞれ独自に議論を重ねてきたが、この問題に至り、活発に相互参照と議論交流が起こる。
しかしながら、脱構築という思想においては、「脱構築という思想そのものもまた、つねに脱構築され、つねに新たな意味を獲得していく」ということを意味しており、それぞれの哲学者によって、またその発言の機会によって、主張の主眼が異なる。だが、この不定形さを受容することそのものが、脱構築である。
簡単に、哲学（の歴史）は静的な構築物ではなく、その全てが現在進行形のダイナミズムと化すのである。

## デリダによる脱構築
あるテキストがある事柄を伝える内容として読めるとき、それとは矛盾を起こす別のパラドキシカルな内容がテキスト中に含まれているとする。
マルティン・ハイデッガーの『存在と時間』において西洋の形而上学伝統が論じられる際にあらわれる「Destruktion」の仏語訳として採用されたもの。デリダは、直訳の「解体 Destruction」がもつ破壊的で否定的な意味合いを避け、「脱構築 Déconstruction」（dé-「分離、除去」 / construction「構築、建設」）を造語した。その意味で、彼の脱構築はハイデッガーの試みを継承するものと言える。
脱構築は、言葉の内側から階層的な二項対立を崩していく手法である、といえる。それはすべてを併置し「と」という接続詞を重視するドゥルーズの思想と呼応する。デリダは、プラトン以降の哲学がいわゆる王探し、「ロゴス中心主義」（en:Logocentrism）に陥っているとし、また、エクリチュール（書き言葉、デリダにおいては二項対立で劣位に位置する概念全てに当てはまる）に対するパロール（話し言葉、王の言葉。エクリチュールとは逆に、二項対立の優位に位置する概念）の優越（en:Phonocentrism、「音声中心主義」）を批判した。とはいえ、この批判は、エクリチュールのパロールに対する優越を意味するのではない。それでは単なる階層的な二項対立の優劣逆転に過ぎない。
デリダは、プラトンの中期対話篇の一つ『パイドロス』をモティーフに、古代ギリシア語の「パルマコン」という言葉を使って、脱構築を試みている。『パイドロス』の末尾では、ソクラテスがエクリチュールを批判し、パロールの優越を掲げているが、同作品の冒頭で、イリソス川を渡りながらソクラテスとパイドロスが古い言い伝えについて雑談する際に登場する言葉が「パルマコン」である。「パルマコン」は「毒」を意味すると同時に「薬」をも意味する点で、決定不可能性をもつ。この多義性は豊かさでもある。エクリチュールは文字であるから、人の記憶を保つとともに、記憶しようという意志を奪い取る。ここに、エクリチュールのもつ「薬」でありかつ「毒」のパルマコン的意味合いがある（多義性）。パロールはエクリチュールに先立って優越するといわれるが、その劣位のエクリチュールが逆にパロールを侵食している事態をデリダは暴き出す。パロール / エクリチュールという階層的二項対立は、原―エクリチュールに先立たれ、それがこの二項対立をむしろ生み出しているのである（しかしこの生み出すものは「根源」ではない）。このエクリチュールの概念は、そのまま存在に対する差延の概念に対応する。エクリチュールの海のような多様性の中から、存在―パロールが生まれいずるのである。
ヨーロッパで伝統的だった階層的な二項対立の形而上学システムは、こうした脱構築によって批判される。脱構築によってデリダは、二項対立によって回収されえない他者（差延）へのまなざし (哲学)を呼び起こし、さらなる哲学の活性化を目指そうとした。したがってデリダの真意は形而上学の転覆にあるのではなく、むしろ真の意味での形而上学の新たな可能性を開くところと見るべきである。
脱構築は、哲学のみならず、人文系・社会系の学問でも広く応用され、有力な批評理論の一つともなっている。

## 広義の意味
脱構築という概念は、いうまでもなくポストモダンかつポストモダニズムと強く結びついている。デリダが提唱する形而上学においての脱構築、あるいはその影響を受けアメリカで発展した文学批評理論に留まらず、あらゆる分野に広く用いられており、次の両方の意味に当てはまる。
- ある対象を解体し、それらのうち有用な要素を用いて、新たな、別の何かを建設的に再構築すること。フランス語のdéconstructionには、たんに「解体」という意味が付されており、しばしばその場合のみに使用されることもある。だが「脱構築」というときには、積極的に意義を見出すために行われる作業とみなされる。
- ある対象に隠された、矛盾する（あるいは倒錯している）、無意識下の形而上学を暴き出すための手法。この場合、脱構築された対象は、我々が一般的に認識している観念・概念を揺るがし、覆すものとして現れる。

下記の関連項目の「建築における脱構築主義」に即して一例を述べてみよう。我々が一般的に「建築」として認識している対象は、「人が合理的に住みよい場所」という既成概念に、気付かずに縛られている。この合理性とはまさに近代主義の産物であると考えられる（これに関してはマックス・ウェーバーの議論を参照）。よって脱構築された建築物は、そのような思い込みが一つの構築された観念に基づいたものにすぎないことを、一種の違和感を与えつつ、我々に暴露する。このとき、いわば、機能性・整合性という合理主義が解体されながら、同時に、行き詰まったモダニズムの閉塞感を打破するために、新しい（あるいはポストモダン的な）美学に基いた観念が具体的に形として提示される（あるいは再構築される）のである。
このように、広義の意味での脱構築は、ありとあらゆる対象に向けて行われる、固定化された既成の観念の相対化を促す作業であると同時に、それを乗り越えようとする、新たなる地平への可能性の提示である、と言える。

## 関連文献
- J.カラー『ディコンストラクション』 1巻、富山太佳夫・折島正司 訳、岩波書店〈岩波現代選書 105〉、1985年1月23日。ISBN 4-00-004774-4。 - 原タイトル：On deconstruction。
- J.カラー『ディコンストラクション』 2巻、富山太佳夫・折島正司 訳、岩波書店〈岩波現代選書 106〉、1985年5月31日。ISBN 4-00-004775-2。 - 原タイトル：On deconstruction。
  - J.カラー『ディコンストラクション』 1巻、富山太佳夫・折島正司 訳、岩波書店〈「特装版」岩波現代選書〉、1998年5月6日。ISBN 4-00-026246-7。 - 原タイトル：On deconstruction。
  - J.カラー『ディコンストラクション』 2巻、富山太佳夫・折島正司 訳、岩波書店〈「特装版」岩波現代選書〉、1998年5月6日。ISBN 4-00-026247-5。 - 原タイトル：On deconstruction。
  - J.カラー『ディコンストラクション』 1巻、富山太佳夫・折島正司 訳（新版）、岩波書店〈岩波現代文庫 G210〉、2009年2月17日。ISBN 978-4-00-600210-7。 - 原タイトル：On deconstruction。
  - J.カラー『ディコンストラクション』 2巻、富山太佳夫・折島正司 訳（新版）、岩波書店〈岩波現代文庫 G211〉、2009年3月17日。ISBN 978-4-00-600211-4。 - 原タイトル：On deconstruction。
- 久米博『現代フランス哲学』新曜社〈ワードマップ〉、1998年2月20日。ISBN 4-7885-0626-2。
- 小阪修平 ほか『わかりたいあなたのための　現代思想・入門』JICC出版局、1990年1月。ISBN 4-88063-774-2。
  - 小阪修平 ほか『わかりたいあなたのための　現代思想・入門』宝島社〈宝島社文庫〉、2000年3月25日。ISBN 4-7966-1770-1。 - 小阪ほか (1990)の改訂。
- 高橋哲哉『デリダ　脱構築』講談社〈現代思想の冒険者たち 第28巻〉、1998年3月10日。ISBN 978-4-06-265928-4。
  - 高橋哲哉『デリダ　脱構築』講談社〈現代思想の冒険者たちselect〉、2003年7月10日。ISBN 978-4-06-274354-9。
- ジャック・デリダ『エクリチュールと差異』 上、若桑毅 ほか訳、法政大学出版局〈叢書・ウニベルシタス 79〉、1977年12月。ISBN 978-4-588-00079-9。
- ジャック・デリダ『エクリチュールと差異』 下、梶谷温子 ほか訳、法政大学出版局〈叢書・ウニベルシタス 80〉、1983年6月。ISBN 978-4-588-00080-5。
  - ジャック・デリダ『エクリチュールと差異』合田正人・谷口博史 訳、法政大学出版局〈叢書・ウニベルシタス 1000〉、2013年12月。ISBN 978-4-588-01000-2。 - 原タイトル: L’ÉCRITURE ET LA DIFFÉRENCE.
- ジャック・デリダ『根源の彼方に　グラマトロジーについて』 上、足立和浩 訳、現代思潮社、1972年6月25日。ISBN 978-4-329-00029-3。
- ジャック・デリダ『根源の彼方に　グラマトロジーについて』 下、足立和浩 訳、現代思潮社、1972年11月25日。ISBN 978-4-329-00030-9。
- ジャック・デリダ『ポジシオン』高橋允昭 訳、青土社、1981年5月。
  - ジャック・デリダ『ポジシオン』高橋允昭 訳（新版）、青土社、1988年4月。
  - ジャック・デリダ『ポジシオン』高橋允昭 訳（増補新版）、青土社、1992年7月。ISBN 4-7917-5195-7。
  - ジャック・デリダ『ポジシオン』高橋允昭 訳（新装版）、青土社、2000年5月。ISBN 4-7917-5795-5。 - 原タイトル: Positions.
- ジャック・デリダ『声と現象　フッサール現象学における記号の問題への序論』高橋允昭 訳、理想社、1970年。ISBN 978-4-650-10196-6。
  - ジャック・デリダ『声と現象』林好雄 訳、筑摩書房〈ちくま学芸文庫〉、2005年6月8日。ISBN 978-4-480-08922-9。 - 原タイトル: La voix et le phenomene. (3e ed.)
- ジャック・デリダ ほか 著、シャンタル・ムフ 編『脱構築とプラグマティズム　来たるべき民主主義』青木隆嘉 訳（新装版）、法政大学出版局〈叢書・ウニベルシタス 741〉、2013年12月。ISBN 978-4-588-09975-5。
- ジャック・デリダ 述 著、ポール・パットン、テリー・スミス 編『デリダ、脱構築を語る　シドニー・セミナーの記録』谷徹・亀井大輔 訳、岩波書店、2005年10月25日。ISBN 4-00-024016-1。 - 原タイトル: Deconstruction engaged.